# Lodewijk Willem Christiaan van den Berg
Lodewijk Willem Christiaan van den Berg (Haarlem, 19 oktober 1845 – Delft, 2 maart 1927), ook bekend als L.W.C. van den Berg, was een Nederlandse oriëntalist en politicus. Als wetenschapper was hij beroemd om zijn onderzoek naar de Arabieren in Indonesië van Hadhrami-afkomst.

## Opleiding en carrière
Van den Berg werd geboren in Haarlem als zoon van Simon van den Berg en Sophie Charlotte Immerzeel. Hij trouwde met Françoise Steup in 1884.
Nadat hij het gymnasium had afgerond, studeerde Van den Berg Taal-, Land- en Volkenkunde aan de Universiteit van Leiden. Hij promoveerde in 1868 summa cum laude op een proefschrift naar eigendomsrecht in de islam, De Contractu Do Ut Des. Kort hierna vertrok hij naar Nederlands Indië waar hij verschillende administratieve en juridische functies vervulde voordat hij in 1878 verantwoordelijk werd voor Indische en Oosterse talen en islamitisch recht.
Van den Berg ging verder met het bestuderen van islamitisch recht. In 1874 publiceerde hij De Beginselen van het Mohammedaansche Recht, Volgens de Imâm's Aboe Hanifat en Sjâfi‘i. In 1878 en 1883 volgden een tweede en derde editie.
Ook schreef hij een boek over Prijaji op Java en Madura. Het meest bekend is hij van zijn boek over Hadhrami, Le Hadhramout et les colonies arabes dans l'archipel Indien.
Van den Berg lag regelmatig overhoop met Christiaan Snouck Hurgronje, een andere arabist die in Nederlands-Indië actief was.
In 1887 keerde Van den Berg terug naar Nederland om hoogleraar aan de Indische Instelling in Delft te worden. Hij bleef ook publiceren.
Later werd Van den Berg actief voor de Anti Revolutionaire Partij. Van 1901 - 1904 was hij gemeenteraadslid in Delft en tussen 1910 en 1920 was hij burgemeester van die stad. Tussen 1902 en 1911 was hij lid van Provinciale Staten van Zuid-Holland en tussen 1911 en 1923 was hij lid van de Eerste Kamer. Van den Berg overleed op 2 maart 1927 in Delft.
- Bibsys: 90350969
- Bibliothèque nationale de France: cb13619492k (data)
- Biografisch Portaal: 06294526
- Digitale Bibliotheek voor de Nederlandse Letteren: berg075
- Gemeinsame Normdatei: 11816659X
- International Standard Name Identifier: 0000 0000 8384 9181
- Library of Congress Control Number: n82001484
- Nationale Bibliotheek van Tsjechië: kup20030000006904
- Nationale Bibliotheek van Israël: 987007273600905171
- Nederlandse Thesaurus van Auteursnamen: 072346485
- Parlement.com: vg09lkxwrmxp
- LIBRIS: 238618
- Système universitaire de documentation: 056603770
- Trove: 837051
- Virtual International Authority File: 56786173
- WorldCat: E39PBJc3Dg7PwYWYhhqFVwH9jC